# Alloniscus perconvexus
Alloniscus perconvexus is een pissebed uit de familie Alloniscidae. De wetenschappelijke naam van de soort is voor het eerst geldig gepubliceerd door  James Dwight Dana in 1856.
De soort werd gevonden in Californië en is de eerste soort die beschreven werd in het geslacht Alloniscus dat Dana in dezelfde publicatie oprichtte.